# مستند قدرتی نیرومندتر
قدرتی نیرومندتر (انگلیسی:A Force More Powerful] مستندی است دو قسمتی به کارگردانی استیو یورک(Steve York) درباره جنبش‌های خشونت پرهیز در سراسر دنیا.
این فیلم در سپتامبر سال ۲۰۰۰ در کانال PBS پخش شد؛ و برای جایزه امی در بخش برنامه تاریخی برجسته نامزد شد.

## موضوع مستند
این مستند به شش جنبش خشونت پرهیز موفق در قرن بیستم می‌پردازد؛ که از جمله آنها:
- جنبش استقلال هند به رهبری ماهاتما گاندی
- جنبش حقوق مدنی ضد آپارتاید آفریقای جنوبی به رهبری نلسون ماندلا
- جنبش مقاومت دانمارک دربرابر اشغال نازی.
- جنبش دموکراسی شیلی در برابر پینوشه
- جنبش همبستگی لهستان